# Марчелло, Николо

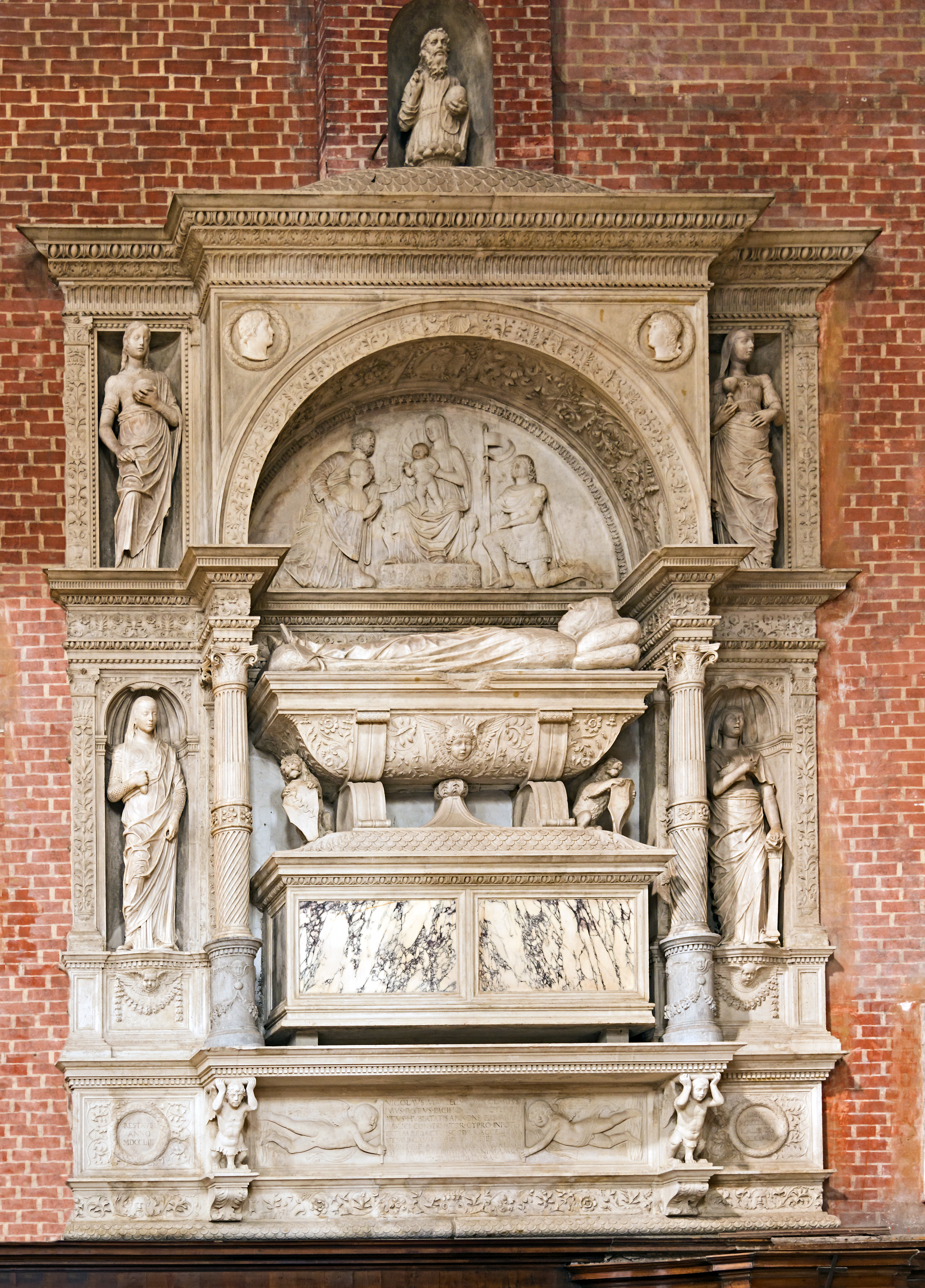
Его могила.

Николо́ Марче́лло (1399 — 1 декабря 1474) — 69-й венецианский дож.
Историки описывают Марчелло как крайне благочестивого человека. До того как быть избранным дожем, он занимал пост подеста в Брешии и Вероне. Возглавлял Совет Десяти.

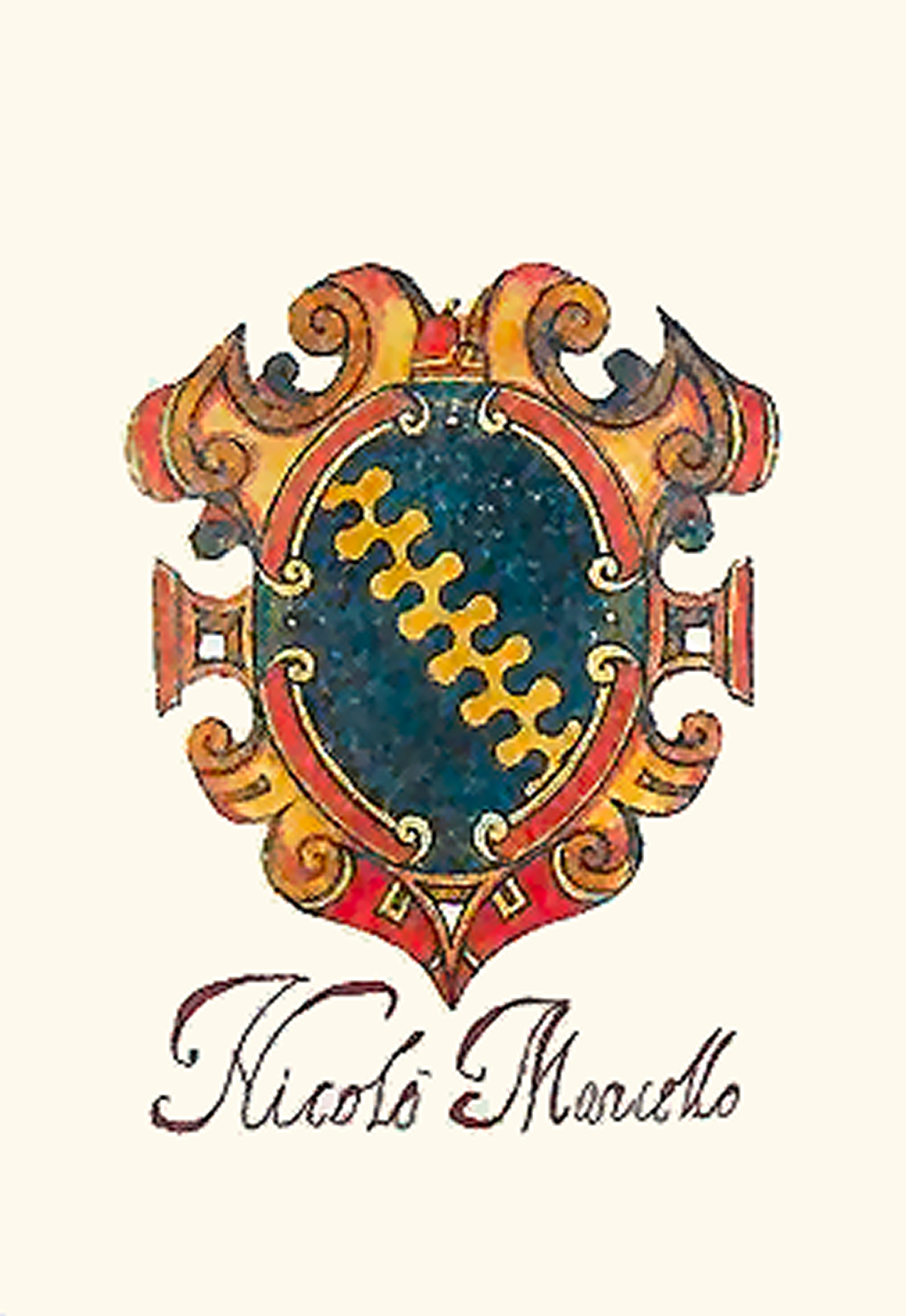
Герб Николо Марчелло

На пост дожа Николо был избран 13 августа 1473 года в возрасте 74 лет. После избрания начал проводить расчетливую экономическую политику. При его правлении сокровища Сан-Марко приумножились и закрепились.
В политике продолжал линию предшественников.
В 1468 году дочь богатого и знатного венецианца Марко Корнаро Катерина выходит замуж за короля Кипра Жака II Лузиньяна. В 1473 году король неожиданно умирает. Молодая королева Катерина Корнаро остается одна. В результате заговора испанских советников королевы, попытавшихся совершить переворот, погибает дядя и племянник Корнаро. Дож Николо Марчелло направляет к берегам Кипра эскадру, возглавляемую Пьетро Мочениго. Изменникам удается сбежать, их сподвижников казнят. После этого островом фактически начинают руководить предсказатель и два советника-венецианца, назначенные дожем. В 1489 году остров полностью переходит под власть Венеции.
В годы правления дожа продолжается военное противостояние с Османской империей. Победы чередуются с поражениями.
В мае 1474 года город Шкодер с венецианским гарнизоном под командованием Антонио Лоредано осаждается 80-тысячной турецкой армией под командованием Сулейман-Паши. Гарнизон стойко держался до середины августа, когда под давлением эскадры Пьетро Мочениго османы сняли блокаду.
Николо Марчелло был похоронен в церкви Санта-Марина, в 1818 году его останки были перенесены в собор Санти-Джованни-э-Паоло.